# تورنن-سور-رن
تورون-سور-رون (به فرانسوی: Tournon-sur-Rhône) یک کمون در بخش آردش در ناحیه اوورنی-رون-آلپ واقع در ۲۰ کیلومتری شمال ولانس در جنوب شرقی فرانسه واقع شده‌است. این کمون در دره رود رون قرار گرفته‌است.